# Tomba dei giganti di Imbertighe
La tomba dei giganti di Imbertighe (IPA: /imˈbɛrtiɡe/) è un monumento archeologico situato in territorio di Borore, poco distante dalla periferia del paese. Il sito sorge in un'ampia area della Sardegna centrale, l'altopiano basaltico di Abbasanta, ricca di testimonianze archeologiche, ed è considerato uno tra i più importanti monumenti sepolcrali dell‘lsola.

## Descrizione
Rilevato nel suo Voyage en Sardaigne del 1840 dal militare cartografo Alberto La Marmora, descritto e fotografato all'inizio del '900 dall'archeologo scozzese Duncan Mackenzie e definito dal paletnologo Giovanni Pinza nel suo Monumenti primitivi della Sardegna (1901) come «il prospetto del più bel sepolcro di giganti che si conosce in Sardegna», la tomba dei giganti di Imbertighe conserva oggi l'imponente stele centinata e una parte delle ali dell'esedra. Nessuna traccia è rimasta del vano funerario tuttavia grazie alla documentazione prodotta dal La Marmora e da Mackenzie è possibile risalire alle dimensioni della sepoltura. Questa era composta da un corpo tombale della lunghezza di m 11,50, con il vano funerario lungo nove metri e largo un metro, e da un'ampia esedra con una corda di 10/11 metri e una saetta di 5,40.
L'esedra è realizzata con massi squadrati di basalto insolitamente sistemati in filari regolari, diversamente dalle altre tombe dei giganti (come osservò anche il La Marmora) nelle quali è generalmente costituita da lastre di pietra conficcate verticalmente nel terreno. Al centro dell'esedra, con un'altezza di tre metri e 65, svetta la stele, monolitica, di forma quasi ellittica e finemente lavorata; il prospetto, attraversato dal tipico listello orizzontale che lo suddivide in due parti, risulta composto dalla base, liscia e più spessa, alta 88 centimetri, dalla parte mediana, di forma trapezoidale e alta m 1,04, e dalla lunetta superiore, alta, al centro, m 1,21. Il monolito è segnato nel margine da una cornice a rilievo piatto che si interrompe in basso dove è presente, in posizione centrale, il piccolo portello di accesso al vano funerario (m 0,49 x 0,58 x 0,48) dagli angoli superiori alquanto arrotondati.
A circa 200 metri a est dalla sepoltura si trova l'omonimo nuraghe, un monotorre del quale sono rimasti alcuni filari, composti da blocchi squadrati di grosse dimensioni.
Il sepolcro può essere ascritto al Bronzo medio.

## Galleria d'immagini

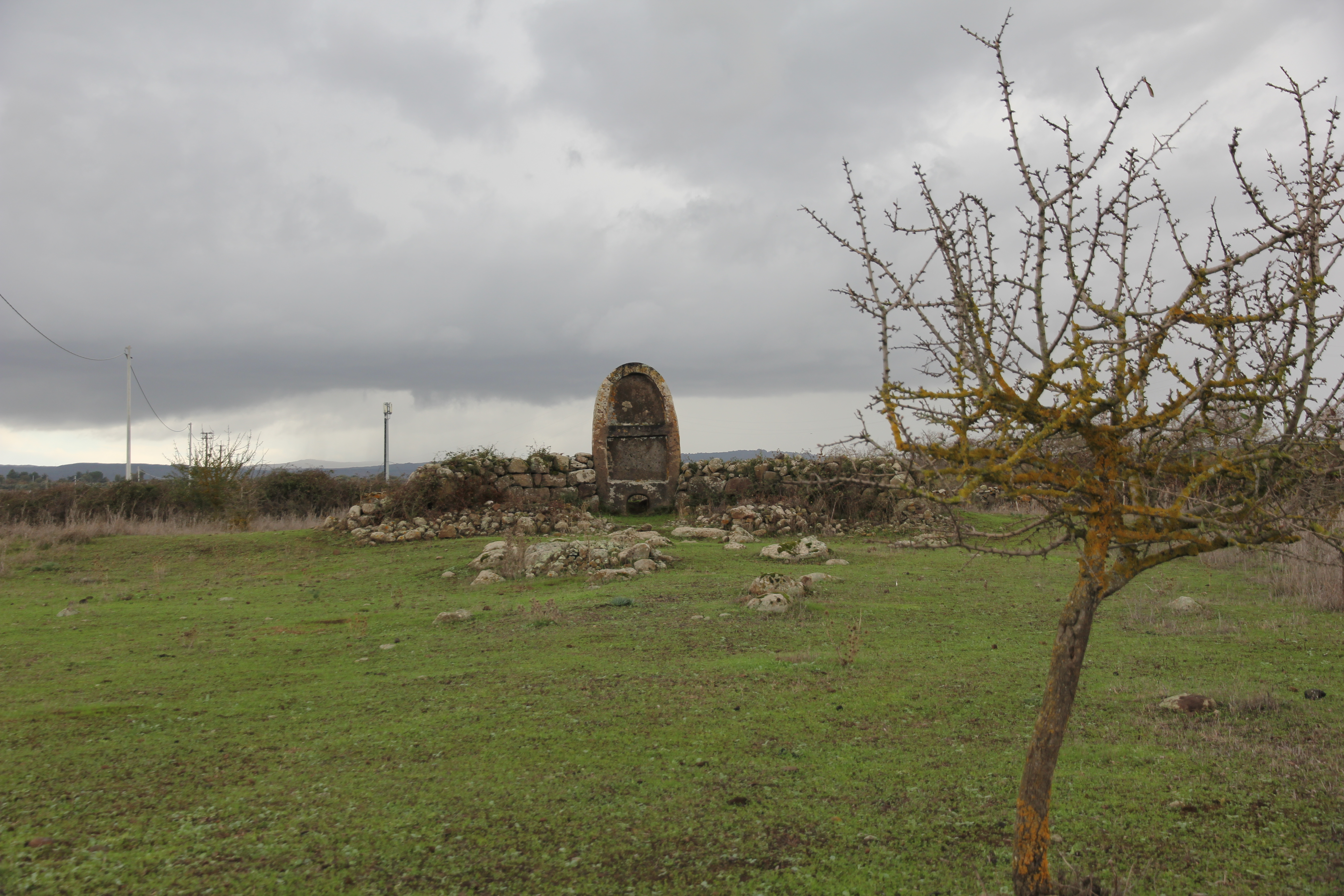
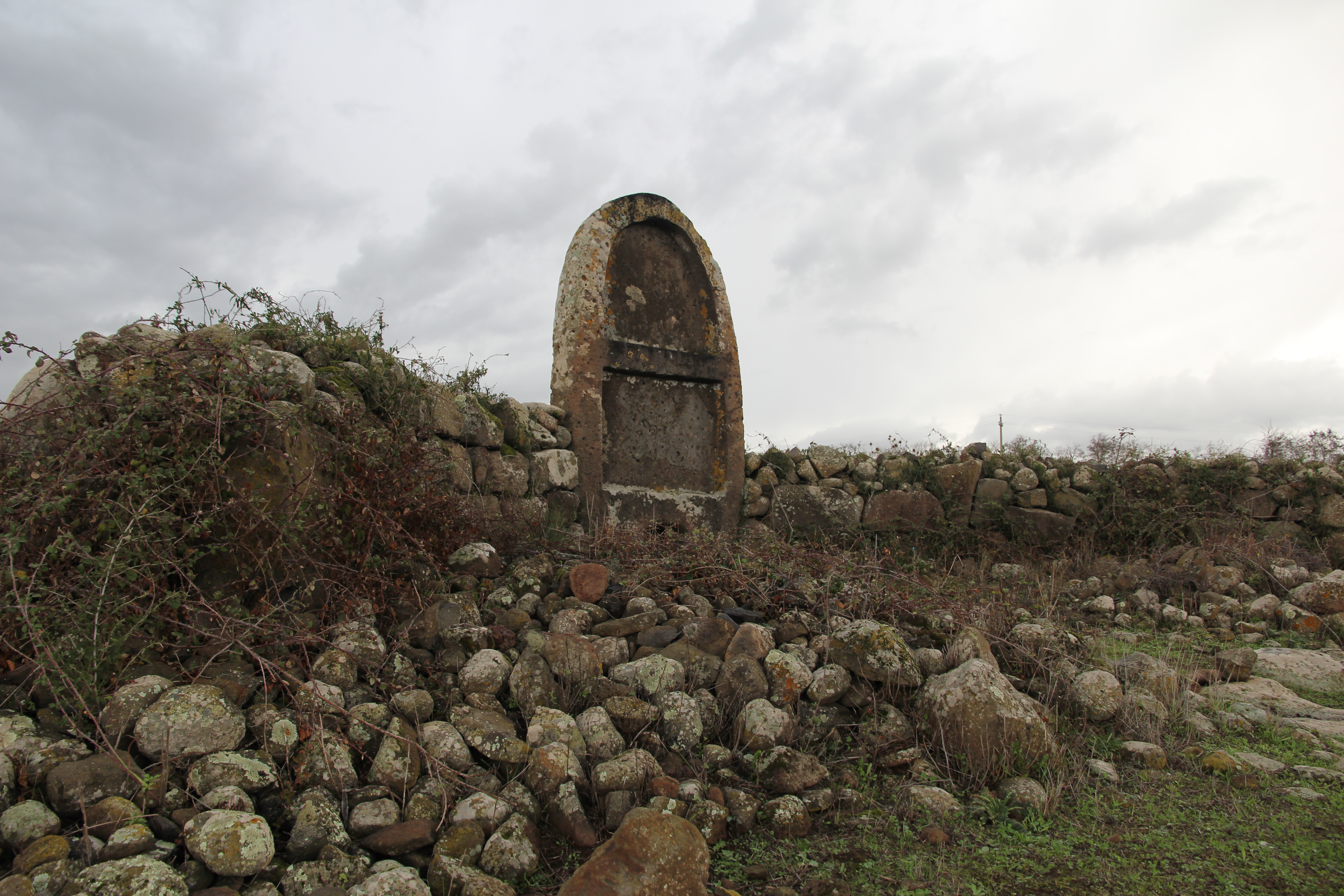
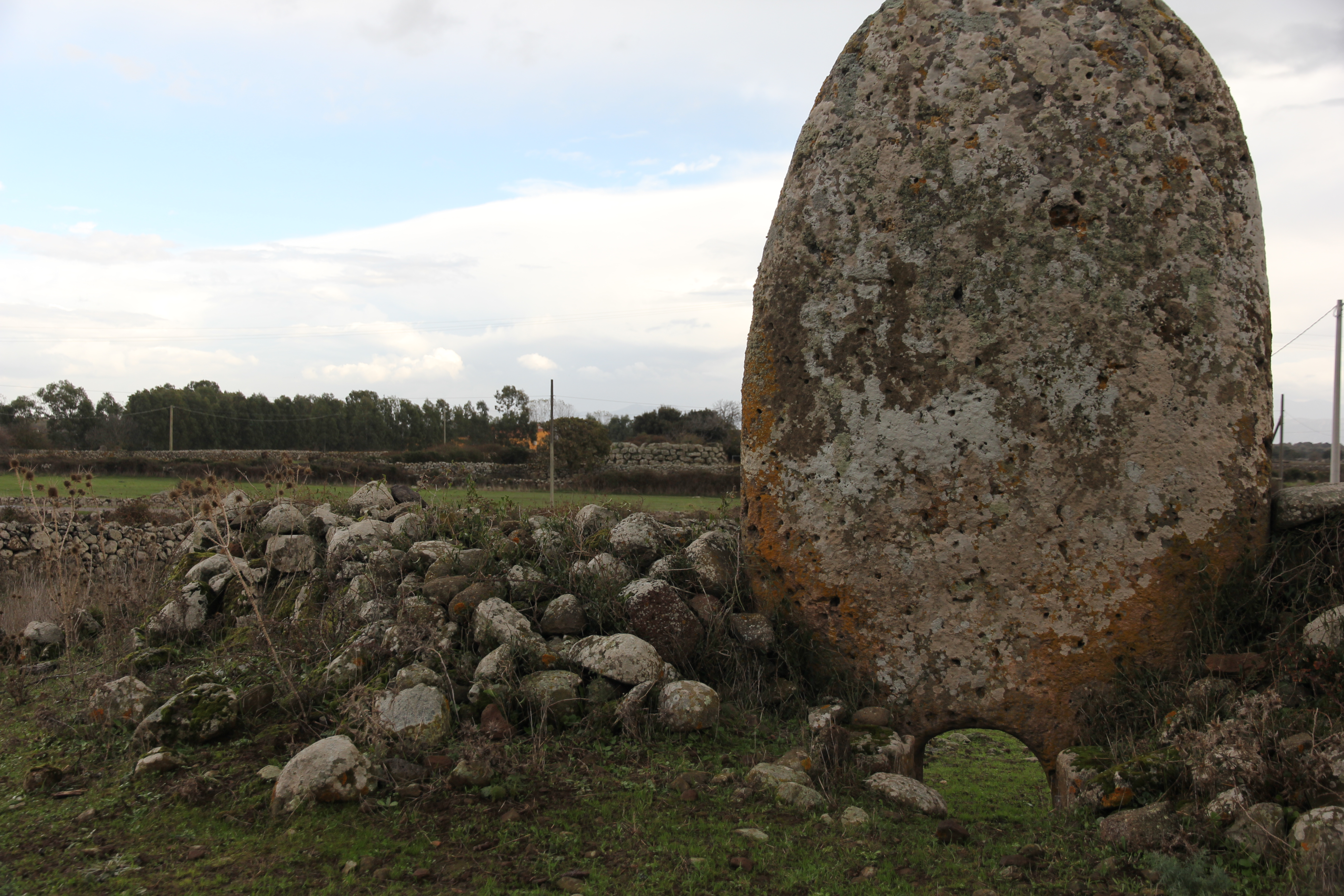
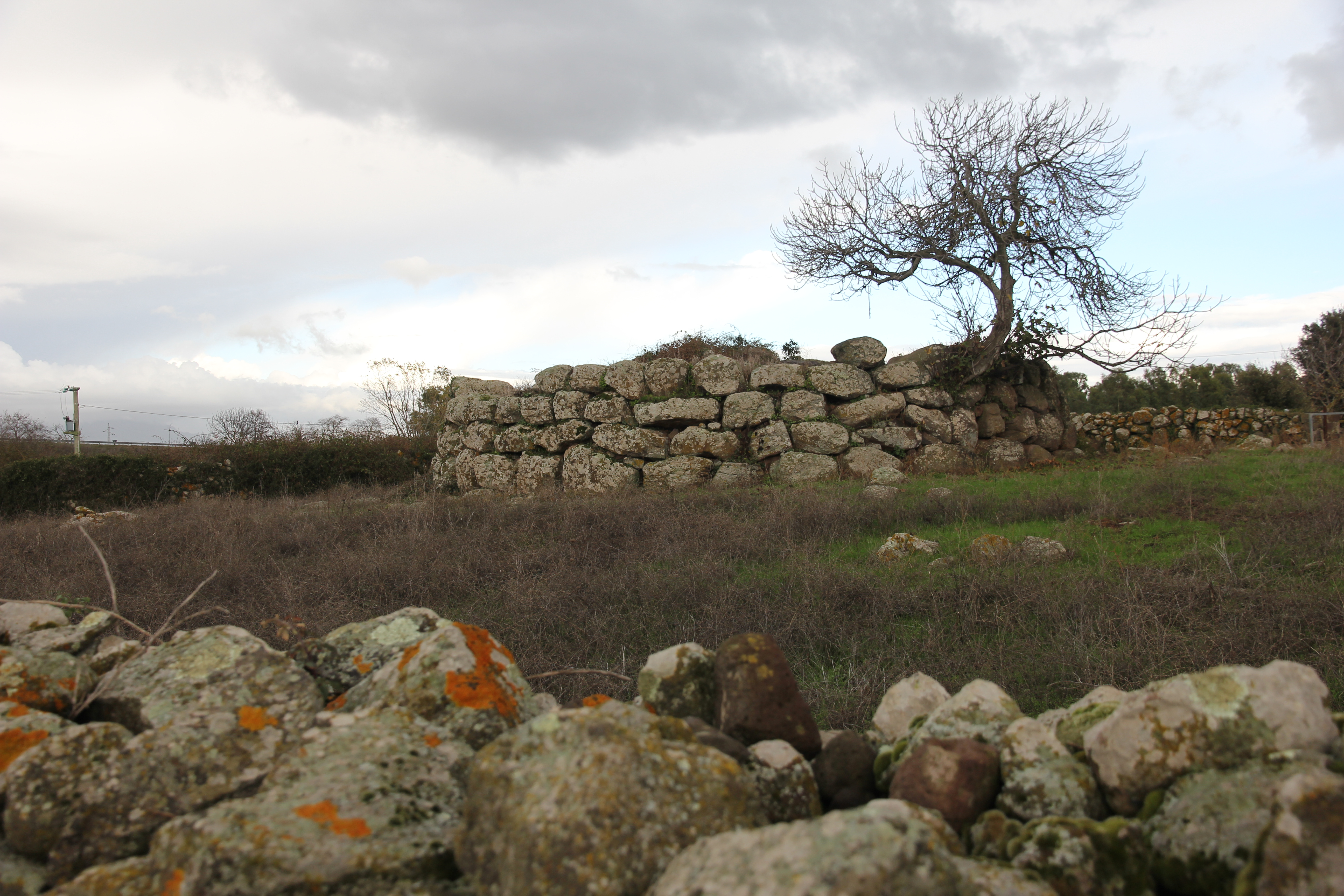